# クリスタル・シンフォニー
クリスタル・シンフォニー（Crystal Symphony）は、クリスタル・クルーズが運航しているクルーズ客船。

## 概要
クリスタル・クルーズ2隻目の客船として、1995年4月18日、フィンランドのクヴァルネル・マサ造船所ツルク工場で竣工。船価は約2億5千万ドル。5月3日にニューヨークで行われた命名式にて、女優アンジェラ・ランズベリーによって命名され、5月4日就航した。
客室数は480室で、全てが海側客室（アウトサイド・キャビン）であり、うち約58%はベランダ付きである。
日本への来航は、1995年9月18日に室蘭に寄港したのが初であった。
2022年のA&Kトラベル・グループによる買収を機に大規模改修を行い、旅客定員を828名から606名に減らして2023年9月より再就航している。